# Sulcosticta vantoli
Sulcosticta vantoli – gatunek ważki z rodziny Platystictidae. Endemit Filipin; stwierdzony wyłącznie na wyspie Polillo. Epitet gatunkowy pochodzi od Jana van Tola – holenderskiego entomologa, który sporządził wstępny opis tego gatunku oraz utworzył rodzaj Sulcosticta.
Wymiary
- Samce: długość odwłoka (wraz z przydatkami analnymi) – 26–28 mm, długość tylnego skrzydła – 16–17 mm[3].
- Samice: długość odwłoka – 25–26 mm, długość tylnego skrzydła – 16–17 mm[3].